# زاوی اشتن
زاوِدِه اِما اشتن (انگلیسی: Zawedde Emma Ashton؛ ‏‎/ˈzɑːwi/‎؛ زادهٔ ۲۱ ژوئیهٔ ۱۹۸۴) بازیگر، کارگردان فیلم و نمایشنامه‌نویس اهل انگلستان است.
از فیلم‌ها یا برنامه‌های تلویزیونی که وی در آن نقش داشته‌است، می‌توان به ان‌سی‌اس: تعقیب، بلیتز، سنت ترینیان ۲ و حیوانات شب‌زی اشاره کرد.

## اوایل زندگی
اشتن در ۲۵ ژوئیه ۱۹۸۴ در هاکنی، لندن به دنیا آمد. او بزرگ‌ترین فرزند از سه فرزند مادر اوگاندایی و پدر انگلیسی، پل اشتن است. او از سن شش سالگی در مدرسه تئاتر آنا شِر شرکت کرد و عضو تئاتر ملی جوانان بود. اشتن مدرک خود را در رشته بازیگری در مدرسه تئاتر منچستر به دست آورد. پدربزرگ مادری او، پائولو مووانگا، سابقاً رئیس‌جمهور و نخست‌وزیر اوگاندا بود.